# Locha posthumaria
Locha posthumaria är en fjärilsart som beskrevs av Herrich-Schäffer 1855. Locha posthumaria ingår i släktet Locha och familjen mätare. Inga underarter finns listade i Catalogue of Life.